# Сальвадорская федерация футбола
Сальвадо́рская федера́ция футбо́ла (ФЕСФУТ) (исп. Federación Salvadoreña de Fútbol (FESFUT)) — организация, осуществляющая контроль и управление футболом в Сальвадоре. Располагается в столице государства — Сан-Сальвадоре. ФЕСФУТ основана в 1935 году, вступила в ФИФА в 1938 году, а в КОНКАКАФ — в 1962 году, сразу после создания организации. В 1991 году стала одним из членов-основателей УНКАФ. Федерация организует деятельность и управляет национальными сборными по футболу (мужской, женской, молодёжными). Под эгидой федерации проводятся мужской и женский чемпионаты Сальвадора, а также многие другие соревнования.

## Дисквалификация
С 11 мая 2010 года федерация была временно отстранена ФИФА от международных соревнований за вмешательство властей Сальвадора, не признавших вновь избранное руководство ФЕСФУТ, во внутренние дела футбольной организации. 27 мая ФИФА учтя, что парламент страны принял необходимые для разрешения ситуации поправки к закону, сняла дисквалификацию с ФЕСФУТ.